# Platanthera zothecina
Platanthera zothecina är en orkidéart som först beskrevs av Larry C. Higgins och Stanley Larson Welsh, och fick sitt nu gällande namn av John T. Kartesz och Kanchi Natarajan Gandhi. Platanthera zothecina ingår i släktet nattvioler, och familjen orkidéer. Inga underarter finns listade i Catalogue of Life.